# 德意志银行公园
德国商業銀行競技場（德語：Commerzbank-Arena，球場原名瓦爾德球場，意即“森林”球場）是位於德國法蘭克福設有52,000座位的運動場，主要供足球及美式足球比賽用，為安德烈法蘭克福足球會及（Frankfurt Galaxy）的主場球場。於1925年揭幕，在二次大戰期間亦安排作政治集會用途。
在2005年7月更名商業銀行競技場），但在2006年世界盃期間將稱為“法蘭克福世界杯球場”（FIFA WM Stadion Frankfurt）。為舉行世界盃幾乎將整個球場重新建造及現代化，安排上演四場分組初賽及一場半準決賽。2005年的洲際國家盃亦安排三場分組初賽及由巴西對阿根廷的決賽在這裡上演。
2008年9月12日原定晚上由法蘭克福主场对的德甲第4轮比赛，因之前三天麥當娜在此舉行演唱會，造成草皮严重受损，球场在當天才铺上新草皮，德国足球职业联盟（DFL）总经理希罗尼穆斯与本场比赛主裁判金赫费尔在中午视察过草皮情况后，作出了暂时取消比赛的决定。

## 外部連結
- BBC世界盃球場：法蘭克福 （页面存档备份，存于）

| 前任： 虹口足球场 上海 | 國際足總女子世界盃 決賽場館 2011 | 繼任： 不列颠哥伦比亚体育馆 温哥华 |